# ليوش بيتروفسكي
ليوش بيتروفسكي (بالتشيكية: Leoš Petrovský) مواليد 5 يناير 1993 في فريدك-ميستك، التشيك، هو لاعب كرة يد تشيكي يلعب كمحور. مثل منتخب التشيك لكرة اليد.

## سجل المنافسة
شارك في البطولات التالية:
- بطولة العالم لكرة اليد للرجال 2015

## روابط خارجية
- ليوش بيتروفسكي على موقع الاتحاد الأوروبي لكرة اليد (الإنجليزية)